# 박준형 (축구 선수)
박준형(1993년 1월 25일 ~ )은 대한민국의 축구 선수이다.